# Paraletes
Paraletes là một chi nhện trong họ Linyphiidae.

## Các loài
Các loài trong chi này gồm:
- Paraletes pogo Miller, 2007
- Paraletes timidus Millidge, 1991